# Melicope pedicellata
Melicope pedicellata är en vinruteväxtart som beskrevs av Thomas Gordon Hartley. Melicope pedicellata ingår i släktet Melicope och familjen vinruteväxter. Inga underarter finns listade i Catalogue of Life.